# Madeleine Lassère
Pour les articles homonymes, voir Lassère.
Madeleine Rudigoz-Lassère, née le 30 juin 1939 , est une écrivaine, historienne et ancienne maître de conférences en histoire contemporaine à l'université Bordeaux III.
Docteur en histoire contemporaine, elle est spécialisée dans les biographies et les romans historiques. Passionnée par le XIXe siècle, elle le fait revivre en évoquant dans ses ouvrages des figures emblématiques comme Montalembert, la Princesse de Ligne ou la Marquise de La Tour du Pin.

## Biographie
Docteur en histoire contemporaine (Bordeaux III, 1986), puis professeur à l'École normale de Gironde (en 1987).

## Publications
- Petite histoire de Bordeaux, avec P. Amblevert, éditions Loubatières, 1988
- Villes et cimetières en France de l'ancien régime à nos jours : le territoire des morts, L'Harmattan, 1997
- Victorine Monniot ou L'éducation des jeunes filles au XIXe - entre exotisme et catholicisme de combat, L'Harmattan, 1999
- Moi, Eugénie de Coucy, Maréchale Oudinot, Perrin, 2000 (biographie)
- Moreau ou la gloire perdue, L'Harmattan, 2002 (roman)
- Delphine de Girardin. Journaliste et femme de lettres au temps du romantisme, Perrin, 2003 (biographie)
- Le portrait double Julie Candeille et Girodet, L'Harmattan, 2005 (roman)
- Louise, reine des Belges 1812-1850, Perrin, 2006 (biographie)
- Montalembert : Dieu, l'amour et la liberté, L'Harmattan, 2009 (biographie)
- Lucie de La Tour du Pin (1770-1853), marquise courage, éditions Sud Ouest, 2014 (biographie)
- Histoire de Bordeaux, éditions Sud Ouest, 2014
- Le Lorgnon de Delphine de Girardin, éditions de la Reine Blanche, 2017 (auteur de la préface)